# STS-2
L'STS-2 fou una missió del transbordador espacial de la NASA amb el transbordador espacial Columbia, que fou llançat el 12 de novembre del 1981. Aquesta fou la segona missió del transbordador espacial i també la segona missió del transbordador espacial Columbia. Per tant, fou la primera vegada que una nau espacial orbital reutilitzable tripulada tornava a l'espai per la seva segona missió.
A les fases inicials de programació del programa del transbordador espacial, l'STS-2 era la missió designada per reimpulsar l'Skylab. Tanmateix, els retards en el desenvolupament i l'òrbita decadent de l'Skylab impossibilitzaren la missió. Quan l'STS-2 fou llançada, l'Skylab ja havia caigut de l'òrbita des de feia temps.